# Fırıldak Ailesi (Fernsehserie)
Fırıldak Ailesi ist eine türkische Zeichentrickserie von Varol Yaşaroğlu, die von 2013 bis 2017 auf dem türkischen Fernsehsender Kanal 7, TVT ausgestrahlt wurde. 2017 erschien der Kinofilm Fırıldak Ailesi.

## Handlung
Sabri und Yıldız sind verheiratet und ihre Kinder sind Tosun, Zeki und Afet. Sie leben in einem normalen Haus. Später schloss sich die Katze Bürol mi der Familie an. In Staffel 2 trifft Bürol in den meisten Folgen auf das Publikum.

## Synchronisation
| Rolle           | Originalsprecher |
| --------------- | ---------------- |
| Şabril Fırıldak | Bürent Kayabaş   |
| Yıldız Fırıldak | Demet Akbağ      |
| Dürdane Çektir  | Tülay Bursa      |
| Afet Fırıldak   | Tülay Köneçoğlu  |
| Zeki Fırıldak   | Keremcan Köse    |
| Tosun Kırıldak  | Oya Küçümen      |
| Orhan           | Onur Akgülgil    |

## Produktion
Das Drehbuch der Serie stammt von Coşkun Irmak, der auch das Drehbuch der TV-Serie „Öyle Bir Geçe Zaman ki“ geschrieben hat.

## Musik
Die Musik der Serie wurde von Cem Tuncer und Nail Yurtsever komponiert, die auch die Musik der erfolgreichen TV-Serien Öyle Bir Geçe Zaman ki und Huzur Sokağı komponiert haben.

## Kinofilm
2017 erschien der Kinofilm Fırıldak Ailesi.

## Auszeichnungen
Antalya Televiziyon Ödülleri
- Nominiert in der Kategorie Bestes Unterhaltungsprogramm